# Aphilopota decepta
Aphilopota decepta là một loài bướm đêm trong họ Geometridae.